# Sopubia
Sopubia é um género botânico pertencente à família Orobanchaceae.

## Espécies
O gênero Sopubia é composto por 56 espécies:
1. Sopubia aemula
2. Sopubia angolensis
3. Sopubia angustifolia
4. Sopubia argentea
5. Sopubia buchneri
6. Sopubia cana
7. Sopubia candei
8. Sopubia carsoni
9. Sopubia cephalostachya
10. Sopubia comosa
11. Sopubia conferta
12. Sopubia congensis
13. Sopubia decumbens
14. Sopubia delphinifolia
15. Sopubia densiflora
16. Sopubia dregeana
17. Sopubia elatior
18. Sopubia eminii
19. Sopubia eenii
20. Sopubia fastigiata
21. Sopubia filiformis
22. Sopubia formosana
23. Sopubia gracilis
24. Sopubia graminicola
25. Sopubia hildebrandtii
26. Sopubia kacondensis
27. Sopubia karaguensis
28. Sopubia kassneri
29. Sopubia kituiensis
30. Sopubia lanata
31. Sopubia lasiocarpa
32. Sopubia latifolia
33. Sopubia laxior
34. Sopubia lemuriana
35. Sopubia leprosa
36. Sopubia mannii
37. Sopubia matsumurae
38. Sopubia menglianensis
39. Sopubia metallorum
40. Sopubia monteiroi
41. Sopubia myomboensis
42. Sopubia neptunii
43. Sopubia obtusifolia
44. Sopubia parviflora
45. Sopubia patris
46. Sopubia ramosa
47. Sopubia scabra
48. Sopubia scaettae
49. Sopubia scopiformis
50. Sopubia similis
51. Sopubia simplex
52. Sopubia stricta
53. Sopubia trifida
54. Sopubia triphylla
55. Sopubia ugandensis
56. Sopubia welwitschii